# Carlo Fava
Carlo Fava (Milano, 6 luglio 1965) è un cantautore e attore italiano.

## Carriera
Ha iniziato a suonare il pianoforte all'età di 10 anni e ha studiato arte drammatica con Richard Gordon. Jazzista e cultore del teatro-canzone, annovera tra i suoi modelli Giorgio Gaber e Paolo Conte.
Per Mina nel 1996 ha composto Dottore, eseguita dalla cantante in duetto con Beppe Grillo, mentre  nel 1999 per Ornella Vanoni ha adattato un testo brasiliano di Marisa Monte, che è così diventato il brano Santallegria. 
I suoi spettacoli teatrali (Personaggi criminali" nel 2000, Le notizie del 2004 e L'uomo flessibile show nella stagione 2004-2005,) alternano monologhi e canzoni, con i testi scritti a quattro mani sempre insieme a Gianluca Martinelli, scrittore e autore di testi nelle reti Mediaset.
In televisione ha partecipato al programma di Enzo Jannacci Quelli che Jannacci e a Colorado Cafè, condotto da Diego Abatantuono.
Il brano L'uomo flessibile tratto dall'album omonimo è stato usato come sigla della trasmissione televisiva Okkupati su Rai 3.
Nel 2005 esce Seguendo Virgilio - dentro e fuori il Quartetto Cetra, omaggio a Virgilio Savona del Quartetto Cetra, album in cui vari artisti rivisitano alcuni brani di Savona, tra il brano Le burle dell'artista.
Ha partecipato al Festival di Sanremo 2006 in coppia con Noa con la canzone Un discorso in generale, che ha vinto il premio speciale della crítica.
Nel maggio 2009 esce il suo quarto lavoro dal titolo Neve, contenente otto nuove canzoni per voce, viola e pianoforte.
Nel 2017 ha pubblicato il suo quinto album Il maestro non c'è.
Vive a Milano con la moglie Stefania e la loro figlia.

## Discografia
- 1994 - Ritmo vivente muscolare della vita
- 2000 - Personaggi criminali
- 2004 - L'uomo flessibile
- 2009 - Neve
- 2017 - Il maestro non c'è